# Folkeskole
Folkeskole es el nombre del sistema público educativo de Dinamarca. Se creó en 1814 con la intención de unificar todas las escuelas danesas, y consistía en 7 años de educación. Actualmente consta de 10 años (6-16), abarca un año de preescolar, primaria y los cursos inferiores de Secundaria. El décimo año es opcional al igual que el preescolar para aquellos alumnos que todavía no han elegido qué camino van a seguir. Hay que resaltar la cooperación que existe entre la escuela y los padres, que están presentes en todos los procesos educativos. 
Durante los siglos XIX y XX hubo cinco cambios, pero el más importante fue al principio del siglo XXI.

## Estructura
La educación es obligatoria en Dinamarca entre los 6-7 y los 16 años. La Folkeskole es la escuela municipal básica que abarca nueve años de educación obligatoria, que se corresponde con la educación primaria y la secundaria inferior. Además, el primer año de preescolar es optativo al igual que el décimo y último año.
La Folkeskole destaca por su concepto de integración en el cual las/os estudiantes conviven con el mismo grupo-aula desde el primero hasta el décimo curso. De esta manera, comparten las experiencias de aprendizaje y distintas capacidades en todas las materias con las/os mismas/os compañeras/os.

## Objetivos
Los principales objetivos de la Folkeskole estas recogidos en "The Act of the Folkeskole of 1993" implantada en 1994.
La Folkeskole persigue la adquisición del conocimiento y habilidades que preparen a los estudiantes para una educación posterior así como crear un marco que establezca oportunidades para la experiencia. Además, la colaboración entre los docentes y la familia es otro objetivo constante.
Es importante que los/as alumnos/as lleguen a ser buenos ciudadanos en la sociedad democrática a la que pertenecen. La enseñanza en el colegio y la vida diaria deben construir el pensamiento crítico, la igualdad y la democracia. Por ello, la democracia es un aspecto fundamental en las escuelas danesas.

## Currículo
Respecto al currículo danés, encontramos que en primer grado está el Ministerio de Educación y el Ministerio de Ciencia, Tecnología e Innovación, que establece los objetivos comunes, en segundo grado encontramos una concreción del currículo a nivel municipal, más tarde a nivel local y por último cada escuela en particular adapta el currículo a sus necesidades y características.

### La democracia en la escuela danesa
La democracia es un aspecto importante en las escuelas danesas. Los estudiantes tienen una hora cada semana de tutorías, tienen su propio consejo y dos de ellos forman parten del Consejo Escolar, junto a dos profesores y siete padres.

### Recursos
Cada región cuenta con su propio centro de material para profesores y cada colegio tiene su propia biblioteca.

## La clase danesa
Los/as alumnos/as son divididos en clases con una media de 20 alumnos/as, el número no debe ser mayor de 28 y cada clase tiene un profesor tutor, normalmente este cargo es tomado por el profesor/a de danés, quien organiza la enseñanza en cooperación con los otros profesores/as del centro.

## Evaluación
Hay dos formas de llevar a cabo la evaluación en la escuela danesa: la evaluación continua y los exámenes.
La evaluación continua permite una orientación constante de cada alumno/a de manera individualizada y diferenciada con vistas a su plan de estudio.
En cuanto a los exámenes, no todas las asignaturas tienen exámenes cada año, por ejemplo, Inglés sólo tienen examen en el séptimo curso y Geografía en el octavo.
Por otro lado, las notas se realizan de acuerdo a siete parámetros que reflejan la actuación del alumno/a:
| Numeración | Rendimiento |
| ---------- | ----------- |
| 12         | Excelente   |
| 10         | Muy bien    |
| 7          | Bien        |
| 4          | Aceptable   |
| 02         | Suficiente  |
| 00         | Inadecuado  |
| -3         | Inaceptable |

Los padres pueden comprobar las notas de sus hijos en documentos facilitados por el colegio. También existe un examen final al acabar la escuela, en el nivel noveno y opcional en el nivel décimo.
Por otro lado están las pruebas nacionales que se adaptan a cada estudiante, es decir, si un estudiante responde incorrectamente a una pregunta se le da una pregunta de un nivel más bajo, y si responde correctamente se le da una pregunta más difícil. Como resultado ningún estudiante puede comparar ningún examen con otro estudiante ya que todos son diferentes.
Estos exámenes se hacen para beneficiar al alumno y ver en que competencias se desenvuelve mejor. Las asignaturas de las que se examinan son:
- Danés: 2, 4, 6 y 8 nivel.
- Inglés: 7 nivel.
- Matemáticas: 3 y 6 nivel.
- Geografía, biología, física y química en 8 nivel.

## Tipos de escuela
Por último queremos hacer hincapié en los diferentes tipos de escuelas que encontramos en Dinamarca, aparte de la pública que hemos comentado anteriormente, encontramos las escuelas privadas que en los últimos 20 años han visto un auge en el número de alumnos dentro de sus escuelas.
Dentro de estas hay diferentes tipos dependiendo de sus características:
- La friskoler que son pequeñas escuelas rurales independientes.
- Privatskoler que son grandes escuelas urbanas independientes.
- Escuelas religiosas.
- Escuelas libres.
- Escuelas con una pedagogía determinada.
- Las escuelas alemanas; son una minoría.
- Escuelas de inmigrantes.

Las escuelas privadas reciben financiación estatal. Los padres que tienen a sus hijos en escuela privada deben elegir un supervisor que compruebe el nivel de sus hijos, dicho nivel debe ser acorde al nivel de los niños que acuden al colegio público.
Aproximadamente el 84% de los niños daneses acuden a colegios públicos, el 15% a privados y menos del 1% son enseñados fuera del colegio.